# 北海道道424号磯分内停車場線
北海道道424号磯分内停車場線（ほっかいどうどう424ごう いそぶんないていしゃじょうせん）は、北海道川上郡標茶町を結ぶ一般道道である。

## 概要

### 路線データ
- 起点：北海道川上郡標茶町熊牛原野（JR北海道 釧網本線 磯分内駅）
- 終点：北海道川上郡標茶町熊牛原野（国道391号交点）
- 総距離：0.2 km

## 歴史
- 1961年（昭和36年）3月31日 - 路線認定[1]。

## 地理

### 通過する自治体
- 釧路総合振興局
  - 川上郡標茶町

### 主な接続道路
標茶町
- 国道391号 - 熊牛原野（終点）